# معبد هرکول

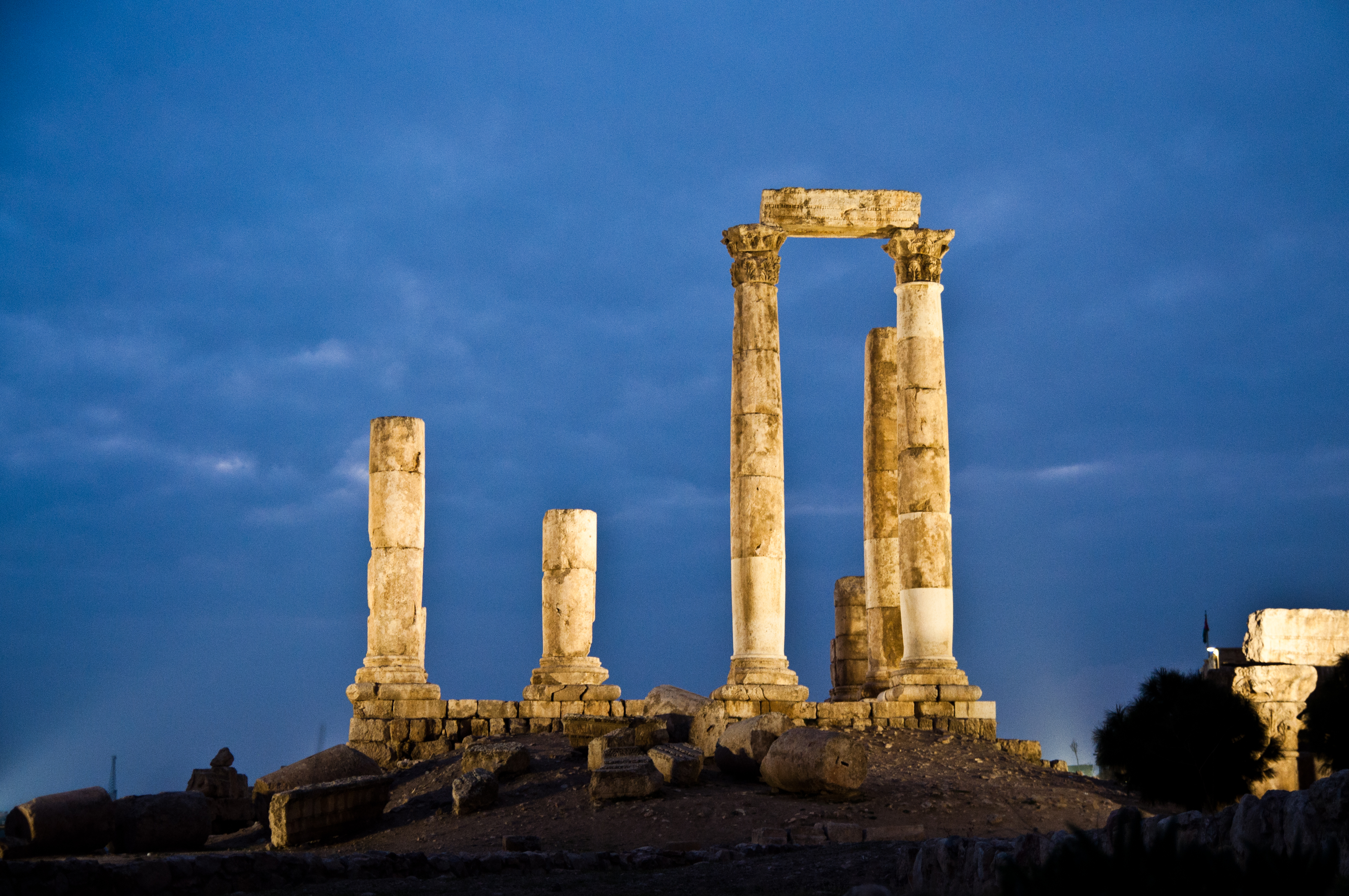
معبد هرکول درقلعه امان

معبد هرکول یک مکان تاریخی در امان پایتخت اردن است که تصور می‌شود مهم‌ترین سازه رومی در قلعه امان باشد. بنا به کتیبه‌های موجود، این معبد زمانی ساخته شد که جمینیوس مارچانوس Geminius Marcianus، بر عربستان حکمرانی می‌کرد. (۱۶۲–۱۶۲)

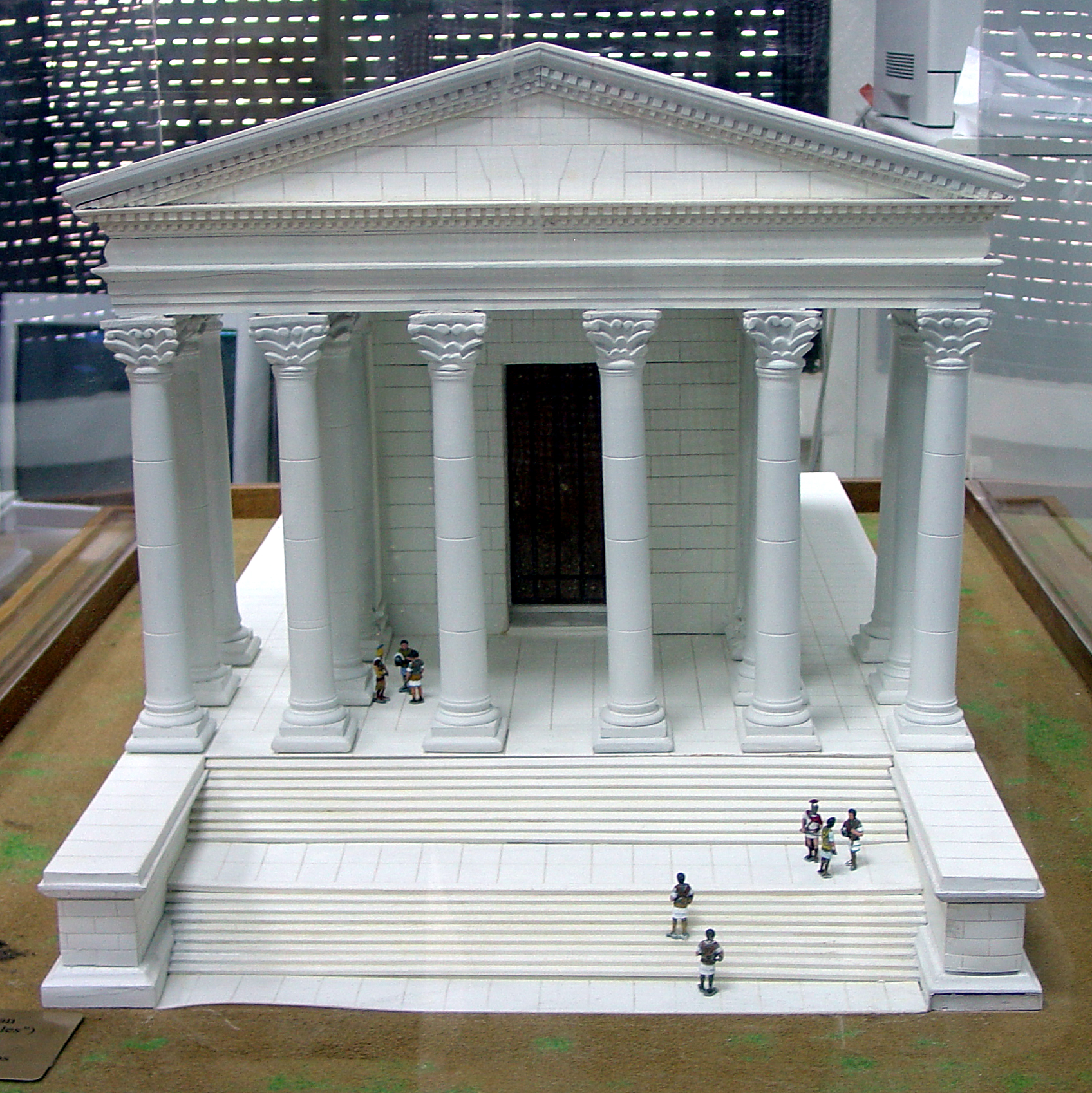
مدلی که قرار بود طبق آن معبد تکمیل شود.

این معبد حدود ۳۰ تا ۲۴ متر (۹۸ تا ۷۹ فوت) عرض و به علاوه بخش بیرونی آن ۱۲۱ تا ۷۲ متر است. (۳۹۷ تا ۲۳۶ فوت) این رواق دارای شش ستون می‌باشد که ارتفاع آن به ۱۰ متر می‌رسد. باستان شناسان بر این باورند از آنجا که هنوز بقایای ستون‌های اضافی وجود ندارد، ساخت معبد احتمالاً به پایان نرسیده‎است.

## مجسمه عظیم‌الجثه

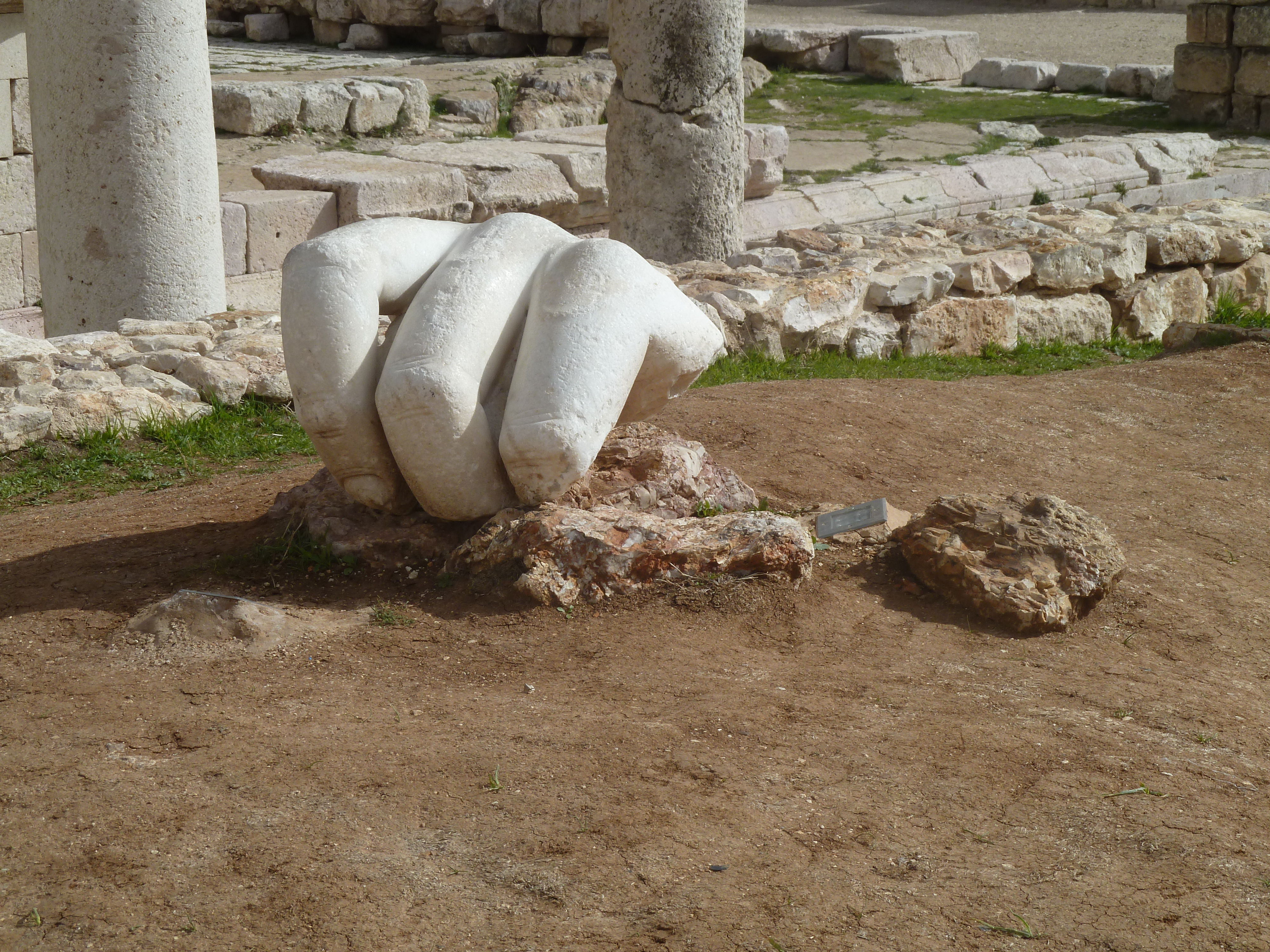
دست هرکول

در این منطقه همچنین یک دست تراشیده شده از سنگ موجود است که به نظر می‌رسد متعلق به هرکول باشد. ارتفاع مجسمه‌ای که این دست به آن تعلق دارد، بیش از ۱۲متر (۳۹ فوت) تخمین زده می‌شود که احتمالاً در یک زلزله نابود شده‌است. تنها چیزی که باقی می‌ماند سه انگشت و یک آرنج است.